# Паулус, Владлен Владимирович
Владлен Владимирович Паулус (25 сентября 1928, Чита — 28 июня 1979, Москва) — советский российский актёр театра и кино, телевизионный режиссёр.

## Биография
Окончил Школу-студию МХАТ (1957), Высшую школу режиссёров телевидения (1969). В 1957—1958 — актёр театра им. К. С. Станиславского, в 1958—1966 — театра «Современник», в 1969—1970 — режиссёр Центрального телевидения, в 1971—1974 — актёр Академического театра им. Вл. Маяковского. В кино — с 1962 года (дебют — Акула Додсон в фильме «Деловые люди»).
Умер 28 июня 1979 года на 51 году жизни от онкологического заболевания, похоронен на Востряковском кладбище.

## Фильмография
- 1962 — Молодо-зелено — архитектор Митя
- 1962 — Эй, кто-нибудь! (короткометражный) — муж
- 1962 — Деловые люди — Акула Додсон (новелла «Дороги, которые мы выбираем»)
- 1963 — Сотрудник ЧК — подпольщик
- 1963 — Живые и мёртвые — майор Данилов
- 1963 — Укротители велосипедов — велогонщик, (нет в титрах)
- 1966 — Строится мост — капитан теплохода
- 1966 — Человек без паспорта — провокатор иностранной разведки, роль озвучил А.Карапетян
- 1966 — Чёрт с портфелем — Вася Шишков, отдел писем
- 1967 — Морские рассказы — старпом
- 1968 — Исход — часовщик, чекист, (нет в титрах)
- 1968 — Софья Перовская — тюремный секретарь
- 1968 — По Руси — горбун, булочник
- 1970 — Кража — Сергей Иванович Дербенцев, капитан уголовного розыска
- 1970 — Море в огне — Георгий Александрович Александер, командир береговой батареи
- 1970 — Поезд в завтрашний день
- 1970 — Солнце на стене — Никанор Иванович Ремнёв начальник цеха
- 1971 — Поезд в далёкий август — Яков Иванович Осипов, полковник (озвучил Владимир Ферапонтов)
- 1972 — Жизнь и удивительные приключения Робинзона Крузо  — Виль Аткинс
- 1972 — Иванов катер — Михалыч
- 1972 — Укрощение огня — помощник Логунова
- 1973 — Если это случится с тобой — Юрий Семёнович, учитель
- 1973 — Семнадцать мгновений весны — советник немецкого посольства (в титрах как Владимир Паулус)
- 1974 — Контрабанда — Василий Миронович Мережко, полковник госбезопасности
- 1974 — Атлантика — Рогов
- 1974 — Время её сыновей — артист
- 1975 — Пропавшая экспедиция — Ваганов
- 1975 — Ответная мера — Иван Дмитриевич Яковчук, секретарь обкома
- 1975 — Такая короткая долгая жизнь — майор
- 1975 — Крестьянский сын — Мирон Колесов, селянин
- 1975 — Цена небрежности (короткометражный)
- 1975 — Не отдавай королеву — Виталий Антонович
- 1975 — Принимаю на себя — Федяев
- 1975 — Ералаш — выпуск № 6, сюжет "Ура! Ура!" — учитель в очках (нет в титрах)
- 1976 — Золотая речка — Ваганов
- 1976 — Обыкновенная Арктика — Пантелей, строитель на полярной стройке на мысе Дальний
- 1977 — Ветер «Надежды» — старпом
- 1977 — Приезжая — колхозник у клуба, (нет в титрах)
- 1978 — Маршал революции — Константин Макошин, член Реввоенсовета
- 1978 —  Территория — эпизод
- 1978 —  Голубка — руководитель авиаслужбы
- 1978 — Схватка в пурге - Мирон, сообщник Чужака (в титрах как Владимир Паулус)
- 1978 — Версия полковника Зорина — майор ГАИ
- 1979 — Место встречи изменить нельзя — Павел Иванович Родионов, эксперт-криминалист (в титрах - Владимир Паулус)
- 1979 — Москва слезам не верит — мастер Михалыч, Леднёв
- 1979 — Эмиссар заграничного центра — Рюм
- 1979 — Ярость — Порфирий